# Karl von Stremayr
Karl Borromeus Anton Franz Seraph von Stremayr (Graz, 30 ottobre 1832 – Pottschach, 22 luglio 1904) è stato un politico, giurista e nobile austriaco.

## Biografia

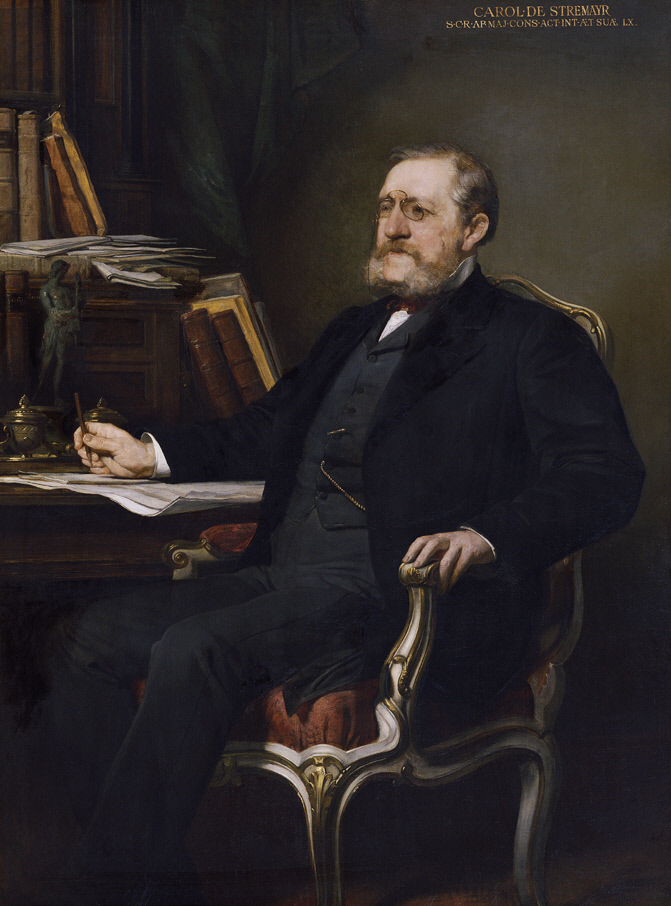
Karl von Stremayr in un ritratto di August Eisenmenger.

Nato a Graz, Karl von Stremayr era figlio dell'ufficiale d'esercito Franz Josef von Stremayr (1793-1843) e di sua moglie Caroline Rieger (1800-1880). Compì i propri studi nella città natale, scegliendo di rimanere coi nonni mentre suo padre con la famiglia venne promosso di grado e trasferito dal 1832 a Mantova. Suo nonno si trasferì poco dopo a Klagenfurt, motivo per cui il giovane Karl frequentò li parte delle scuole, ma quando nel 1839 questi morì sua nonna e lui tornarono a Graz dove tenne l'esame di maturità.
Iniziò gli studi di filosofia a Vienna dove apprese il latino, l'italiano, il francese e l'inglese, seguendo anche corsi di sloveno e di serbo-croato e dedicando molto tempo alla lettura dei classici romani e greci. Nel 1841 cambiò facoltà e si iscrisse a legge all'Università di Graz laureandosi poi nel 1845, poiché i suoi genitori volevano che non intraprendesse la carriera militare.
Quando suo padre e sua nonna morirono nel 1843, fu lui a doversi occuparsi del mantenimento della famiglia dando lezioni private agli studenti, una delle quali fu Bertha Hope, che sarebbe poi diventata sua moglie.
Dal 1846 superò l'esame di pratica forense nella propria città natale ed operò anche presso la corte d'appello di Klagenfurt.
Nel 1848-49 venne prescelto quale membro del parlamento di Francoforte, e visse i concitati momenti dell'insurrezione di settembre di quello stesso anno dopo l'Armistizio di Malmö; riuscì a malapena a scampare ad una fatale gragnola di proiettili, mentre un ufficiale austriaco fu ferito a morte a pochi passi da lui, raccontò in seguito. Quando i delegati austriaci al parlamento di Francoforte vennero richiamati in patria, anche Stremayr dovette tornare in Austria.

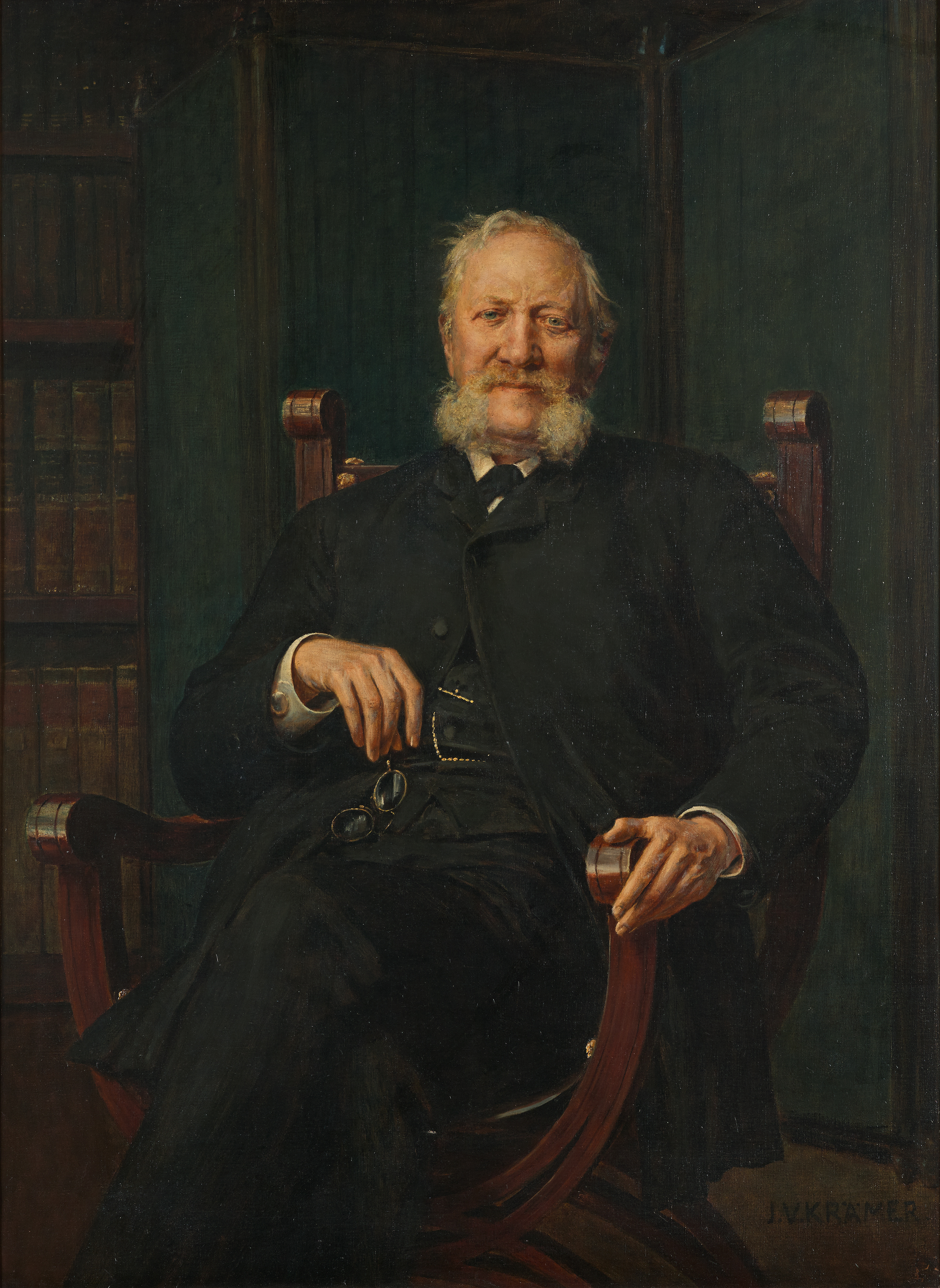
Karl von Stremayr negli anni dell'anzianità

Nel 1860, sia lui che la moglie contrassero il tifo ma riuscirono a sopravvivere, e nel 1861 venne eletto al landtag della Stiria dove sedette per i 18 anni successivi. 
Nel 1868 venne nominato consigliere del ministero dell'interno e nel 1870-79 fu ministro della pubblica istruzione. In questa sua carica, che occupò per diverso tempo, ebbe modo di affrontare con coraggio diversi temi spinosi della politica educativa imperiale dell'epoca, come ad esempio l'organizzazione di una legislazione che permettesse un'istruzione interconfessionale, promuovendo lo sviluppo delle università austriache, delle arti e delle scienze. Nel periodo in cui fu ministro della pubblica istruzione venne aperta la Franz-Josephs-Universität Czernowitz, istituita nella città della Bucovina nel 1875.
Dopo le dimissioni del principe Adolf von Auersperg, venne nominato ministro-presidente della Cisleitania nel 1879. Successivamente, entrò nel gabinetto di governo del suo successore, Eduard Taaffe, come ministro della giustizia, ma diede le dimissioni nel 1880.
Venne nominato vicepresidente della Suprema corte austriaca prima di succedere ad Anton von Schmerling come presidente dopo le dimissioni di Schmerling nel 1891.
Si ritirò dal servizio attivo nel 1899, ma continuò a rimanere membro della Camera dei Signori nella quale aveva ottenuto un seggio dal 1889 e morì in pensione in Bassa Austria, il 22 giugno 1904. Anton Bruckner gli dedicò la sua Sinfonia n.5. Fu inoltre membro della Società Zoofila Triestina (28 febbraio 1870), della Société Royale de Médecine Mentale de Belgique (24 maggio 1875) e della Musikverein für Steiermark (25 maggio 1879).